# Roman Ratayczyk
Roman Józef Ratayczyk (ur. 21 lutego 1953, zm. 30 marca 2010) – polski zapaśnik i trener zapasów.

## Kariera
Walczył w stylu wolnym. Wystąpił w wadze do 52 kg na mistrzostwach świata w 1981 w Skopje.
Był mistrzem Polski w stylu wolnym w wadze do 48 kg w 1973 oraz w wadze do 52 kg w 1980, wicemistrzem w wadze do 52 kg w 1978 oraz brązowym medalistą tej kategorii wagowej w 1979, 1981 i 1982.
Startował w klubie LKS Ceramik Krotoszyn. Po zakończeniu kariery zawodniczej był trenerem zapasów w tym klubie. Jego wychowankiem był m.in. Radosław Baran.
Został pochowany na cmentarzu parafialnym w Krotoszynie (sektor 35, rząd 22, grób 17).